# Jorge Casquilha
Jorge António Rosa Casquilha, noto semplicemente come Jorge Casquilha (Torres Novas, 13 gennaio 1969), è un allenatore di calcio ed ex calciatore portoghese, di ruolo centrocampista.

## Palmarès

### Giocatore

#### Competizioni nazionali
- Segunda Liga: 1

Gil Vicente: 1998-1999